# Арнетт, Питер Грегг
Питер Грегг Арнетт (англ. Peter Gregg Arnett; род. 13 ноября 1934, Ривертон, Новая Зеландия) — американский журналист новозеландского происхождения. Благодаря своей работе в «горячих точках» стал одним из самых известных военных корреспондентов конца XX — начала XXI века. Прославился также противоречивостью и скандальностью ряда своих репортажей.

## Вьетнам
Питер Арнетт работал в Юго-Восточной Азии с 1960 года. Он освещал Вьетнамскую войну практически от начала и до конца (в основном для Ассошиэйтед Пресс), неоднократно отправляясь с американскими солдатами на боевые задания. Арнетт был свидетелем таких крупных событий, как операция «Starlite», бой в посадочной зоне X-Ray (битва в долине Йа-Дранг) и сражение на высоте 875 (битва при Дак-То). В 1972 году он сопровождал группу антивоенных активистов, посетивших Ханой для того, чтобы забрать освобождённых северовьетнамскими властями американских лётчиков.
В своих репортажах Арнетт описывал неприкрашенную действительность войны, чем вызывал раздражение у главнокомандующего войсками «Свободного мира» во Вьетнаме Уильяма Уэстморленда и президента США Линдона Джонсона, безуспешно добивавшихся от Ассошиэйтед Пресс отзыва Арнетта из Вьетнама. Наибольшую известность получил его репортаж о сражении за город Бенче во время Тетского наступления 1968 года. Процитированную им фразу неназванного американского офицера «Было необходимо уничтожить город, чтобы спасти его» сразу же подхватили критики американской политики во Вьетнаме. Впоследствии его обвиняли в фабрикации этой фразы. По свидетельству одного ветерана, фраза действительно была произнесена, хотя Арнетт, по всей видимости, выдернул её из контекста.
За свою работу во Вьетнаме Арнетт в 1966 году получил Пулитцеровскую премию за международный репортаж. После падения Сайгона в 1975 году он оставался в городе и брал интервью у северовьетнамских солдат.

## Война в Персидском заливе
С 1981 по 1999 год Питер Арнетт работал на CNN. Его «звёздным часом» стала война в Персидском заливе 1991 года. В начале боевых действий Арнетт был единственным западным журналистом, дававшим телевизионные репортажи из Багдада, нередко под вой сирен оповещения о воздушном налёте и взрывы бомб. Его сообщения о жертвах среди мирного иракского населения были негативно восприняты администрацией США, а ряд американских конгрессменов обвинил его в антипатриотической журналистике. Однако Арнетт оставался в Багдаде, и в самый разгар войны взял интервью у Саддама Хусейна.
Широкий резонанс получило сообщение Арнетта о том, что авиация Многонациональных сил разбомбила фабрику по производству детского молочного питания под Багдадом. Белый Дом немедленно заявил, что это предприятие использовалось для производства компонентов оружия массового поражения, а детское питание было лишь прикрытием. Арнетт продолжал настаивать на своём. Спор так и остался неразрешённым.

## Уход из CNN
В марте 1997 года Арнетт взял интервью у тогда ещё малоизвестного Усамы бин Ладена. Однако его работа на CNN вскоре подошла к концу, причиной чему стал скандал, разгоревшийся вокруг телепередачи, подготовленной с его участием. Передача, показанная в июне 1998 года, касалась секретной операции «Tailwind», проведённой американскими спецподразделениями на территории Лаоса в 1970 году. Утверждалось, что целью этой операции было уничтожение американских солдат-дезертиров, укрывавшихся в лаосской деревне, и что в ходе операции был применён нервно-паралитический газ зарин, классифицируемый ООН как оружие массового поражения. Проведённое Пентагоном расследование полностью опровергло оба утверждения. В свою очередь, CNN провела внутреннее расследование, по итогам которого признала недостоверность обнародованной информации. Продюсеры скандальной передачи были уволены из телекомпании. Под давлением Пентагона был вынужден уйти и Арнетт.

## Иракская война
В 2001 году Арнетт освещал военную операцию США в Афганистане. В марте 2003 года он вновь находился в Ираке по заданию телекомпании NBC и журнала «National Geographic» для освещения операции «Свобода Ираку». 31 марта он дал интервью государственному иракскому телеканалу, заявив, что первоначальный план военной операции провалился. Это замечание привело к очередному скандалу вокруг Арнетта и отказу от сотрудничества с ним ряда СМИ. Впрочем, он сразу же был принят на работу британским таблоидом «Daily Mirror», известным своей критикой Иракской войны, а также греческим и бельгийским телеканалами.

## Личная жизнь
В 1964 году Арнетт женился на вьетнамке Нине Нгуен, с которой развёлся в 1983 году. У них были двое детей, дочь Эльза и сын Эндрю. В начале 1990-х годов женился повторно.
Является автором книги «Прямой репортаж с поля боя: От Вьетнама до Багдада, 35 лет в „горячих точках“ планеты» (Live from the Battlefield: From Vietnam to Baghdad, 35 Years in the World’s War Zones; 1994).